# Ken Jacobs
Ken Jacobs (* 25. května 1933 Williamsburg) je americký experimentální filmař. Svůj první film Orchard Street natočil v roce 1955. Následovalo pět desítek dalších. Jeho film Tom, Tom, the Piper's Son (1969) byl v roce 2007 zařazen do Národního filmového registru. Jeho téměř sedmihodinový film Star Spangled to Death, na kterém začal pracovat v roce 1957 a dokončil jej roku 2004, je z převážné části sestaven z found footage a byl oceněn na Los Angeles Film Critics Association Awards 2004. Vystupoval v několika filmech Jonase Mekase. Jeho synem je režisér Azazel Jacobs.